# ウェスト島
ウェスト島（ウェストとう、英語: West Island）はインド洋にある、オーストラリア領ココス諸島の中心地の島である。島の住民はオーストラリアから移住した白人が多い。ココス諸島の中では一番大きな島であるが、それでも長細く小さな島である。空港など近代的公共機関が集中している。ココヤシが生い茂るだけの無人島であったが、戦争期に飛行場の建設が始まってから人が住むようになった。
人口は147人（2021年）で、ココス諸島総人口の4分の1に相当する。

## 交通
諸島唯一の空港がある。
- ココス島国際空港